# Лакнау
Лакнау (хинд. लखनऊ) је град у Индији у савезној држави Утар Прадеш, северна Индија. Главни је град те државе. Према незваничним резултатима пописа 2011. у граду је живело 2.815.601 становника. Град се налази на реци Гомати, југоисточно од Делхија, удаљен око 50 km.
Могулски владар Бабур освојио га је 1528. године. У време владавине његовог унука Акбара постао је део покрајине Ауд.
Универзитет Лакнау основан је 1921. године.
У граду је данас значајна железничка раскрсница с развијеним фабрикама.
Развијена је и индустрија вагона и локомотива, машиноградња, производња разних машина. Развијене су хемијска, текстилна, индустрија порцелана, хартије и разноврсни индијски занати.
У Лакнау су чувени архитектонски споменици: Велика мермерна Имамбара (гробница) једног од набоба Ауда, резиденција где су били под опсадом Британци за време индијске побуне 1857. године и Бисерна палата с великом колекцијом оријенталних рукописа. 

## Географија

### Клима
| Клима (Лакнау)             | Клима (Лакнау) | Клима (Лакнау) | Клима (Лакнау) | Клима (Лакнау) | Клима (Лакнау) | Клима (Лакнау) | Клима (Лакнау) | Клима (Лакнау) | Клима (Лакнау) | Клима (Лакнау) | Клима (Лакнау) | Клима (Лакнау) | Клима (Лакнау) |
| Показатељ \ Месец          | .Јан.          | .Феб.          | .Мар.          | .Апр.          | .Мај.          | .Јун.          | .Јул.          | .Авг.          | .Сеп.          | .Окт.          | .Нов.          | .Дец.          | .Год.          |
| -------------------------- | -------------- | -------------- | -------------- | -------------- | -------------- | -------------- | -------------- | -------------- | -------------- | -------------- | -------------- | -------------- | -------------- |
| Средњи максимум, °C (°F)   | 23 (73)        | 26 (79)        | 32 (90)        | 38 (100)       | 40 (104)       | 37 (99)        | 33 (91)        | 32 (90)        | 33 (91)        | 32 (90)        | 28 (82)        | 24 (75)        | 31,5 (88,7)    |
| Просек, °C (°F)            | 15 (59)        | 18 (64)        | 24 (75)        | 29 (84)        | 32 (90)        | 32 (90)        | 29 (84)        | 29 (84)        | 29 (84)        | 25 (77)        | 20 (68)        | 16 (61)        | 24,8 (76,6)    |
| Средњи минимум, °C (°F)    | 8 (46)         | 10 (50)        | 16 (61)        | 21 (70)        | 25 (77)        | 27 (81)        | 26 (79)        | 26 (79)        | 25 (77)        | 19 (66)        | 12 (54)        | 8 (46)         | 18,6 (65,5)    |
| Количина падавина, mm (in) | 21,9 (8,62)    | 11,2 (4,41)    | 7,7 (3,03)     | 4,9 (1,93)     | 16,5 (6,5)     | 107,4 (42,28)  | 294,3 (115,87) | 313,9 (123,58) | 180,6 (71,1)   | 45,2 (17,8)    | 3,8 (1,5)      | 7,3 (2,87)     | 1,015 (399,6)  |
| [ тражи се извор ]         |                |                |                |                |                |                |                |                |                |                |                |                |                |

## Становништво
У граду је 1986. године живело 1.010.000 становника а данас живи 2.900.000; (према попису из 2001. живело 2.207.340 становника;
По подацима из 2010. године у граду је живело 2.750.447 становника, 
а према незваничним резултатима пописа, у граду је 2011. живело 2.815.601 становника.)
| 1991.     | 2001.     | 2011.     |
| --------- | --------- | --------- |
| 1.619.115 | 2.185.927 | 2.815.601 |